# 도널드 덕 던

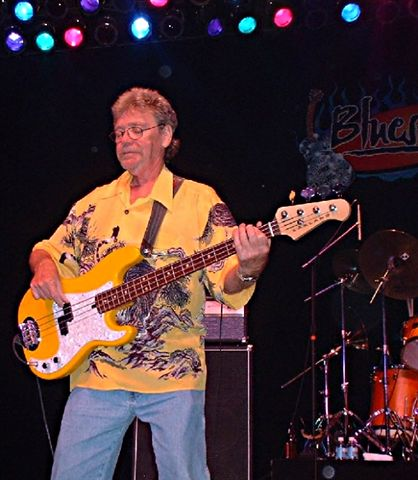

도널드 덕 던(Donald "Duck" Dunn, 1941년 11월 24일 ~ 2012년 5월 13일)은 미국의 베이스기타 연주자, 세션 음악가, 음반 제작자, 작곡가이다.

## 생애
테네시주 멤피스에서 태어났다. 아버지는 어느 날 함께 디즈니 만화를 보다가 그에게 도널드 덕의 별명을 주었다. 던은 미래의 또다른 전문 음악가 스티브 크로퍼와 함께 스포츠와 자전거 라이딩을 하며 성장했다.
2012년 5월 13일 아침 70세의 나이로 수면 중에 사망했다.